# 롤링쿼츠
롤링쿼츠(ROLLING QUARTZ)는 2019년 8월에 결성된 대한민국의 록 밴드이다.

## 구성원
- 자영 - 보컬
- 아이리 - 기타
- 최현정 - 기타
- 아름 - 베이스
- 영은 - 드럼

## 앨범
- 《New Edition 21》(2020년 6월 18일)
- 《블레이즈(Blaze)》(2020년 12월 30일)